# Arthur Farrell (cầu thủ bóng đá)
Arthur Farrell (1 tháng 11 năm 1920 – 20 tháng 9 năm 2000) là một cầu thủ bóng đá thi đấu ở vị trí hậu vệ cho Bradford Park Avenue, Barnsley và Scarborough.
Sau đó ông chuyển đến Isle of Wight, nơi ông mất ở tuổi 79 sau khi trải qua căn bệnh Parkinson.